# Tennistoernooi van Sydney 2018
|                                           |  |                                        |
| Angelique Kerber, winnares bij de vrouwen |  | Daniil Medvedev, winnaar bij de mannen |

Het tennistoernooi van Sydney van 2018 werd van zondag 7 tot en met zaterdag 13 januari 2018 gespeeld op de hardcourt-buitenbanen van het NSW Tennis Centre in het olympisch park van de Australische stad Sydney. De officiële naam van het toernooi was Sydney International. Het was de 126e editie van het toernooi.
Het toernooi bestond uit twee delen:
- WTA-toernooi van Sydney 2018, het toernooi voor de vrouwen
- ATP-toernooi van Sydney 2018, het toernooi voor de mannen

## Toernooikalender
| vrouwenenkelspel  | 1e ronde | 1e ronde | 1e ronde | 2e ronde | 2e ronde | kwartfinale  | halve finale | finale |
| vrouwendubbelspel |          | 1e ronde | 1e ronde | 1e ronde | 2e ronde | halve finale | finale       |        |
| mannenenkelspel   | 1e ronde | 1e ronde | 1e ronde | 1e ronde | 2e ronde | kwartfinale  | halve finale | finale |
| mannendubbelspel  |          | 1e ronde | 1e ronde | 1e ronde | 2e ronde | halve finale | finale       |        |

ATP-toernooi van Sydney – WTA-toernooi van Sydney

Toernooien sinds 1990:
1990 · 1991 · 1992 · 1993 · 1994 · 1995 · 1996 · 1997 · 1998 · 1999 · 2000 · 2001 · 2002 · 2003 · 2004 · 2005 · 2006 · 2007 · 2008 · 2009 · 2010 · 2011 · 2012 · 2013 · 2014 · 2015 · 2016 · 2017 · 2018 · 2019 · 2020 · 2021 · 2022